# Yasushi Yoshida
Yasushi Yoshida (født 9. august 1960) er en tidligere japansk fodboldspiller og træner.
Han har spillet for flere forskellige klubber i sin karriere, herunder Mitsubishi Motors.
Han har tidligere trænet Urawa Reds og Roasso Kumamoto.